# نکس اوییشن
نکس اوییشن (به انگلیسی: Nex Aviation) یک شرکت هواپیمایی است که در ۲۰۰۷ میلادی تأسیس شده‌است. دفتر مرکزی نکس اوییشن در گالوی، ایرلند واقع شده‌است.